# Nowshehra
Nowshehra è una città dell'India di 4.415 abitanti, situata nel distretto di Rajouri, nel territorio del Jammu e Kashmir. In base al numero di abitanti la città rientra nella classe VI (meno di 5.000 persone).

## Geografia fisica
La città è situata a 34° 7' 45 N e 74° 48' 15 E e ha un'altitudine di 1.574 m s.l.m..

## Società

### Evoluzione demografica
Al censimento del 2001 la popolazione di Nowshehra assommava a 4.415 persone, delle quali 2.314 maschi e 2.101 femmine. I bambini di età inferiore o uguale ai sei anni assommavano a 553, dei quali 317 maschi e 236 femmine. Infine, coloro che erano in grado di saper almeno leggere e scrivere erano 3.501, dei quali 1.894 maschi e 1.607 femmine.